# Stompin' On DOWN BEAT ALLEY
『Stompin' On DOWN BEAT ALLEY』（ストンピン・オン・ダウン・ビート・アレイ）は2002年5月22日にcutting edgeよりリリースされた東京スカパラダイスオーケストラ9作目のアルバム。

## 概要
- 茂木欣一正式加入後の初作品。
- 2001年から2002年にかけ発売された「歌モノ3部作」が収録。
- 初のオリコン1位を獲得。バンドの知名度向上へつながった。
- CCCD規格。

## 収録曲
1. （WE KNOW IT'S）ALL OR NOTHING
  - 作曲：冷牟田竜之
2. めくれたオレンジ
  - 作詞：谷中敦　作曲：川上つよし　Guest Vocal：田島貴男
  - 歌モノ3部作シングル第1弾
3. DOWN BEAT STOMP[1]
  - 作詞：谷中敦　作曲：川上つよし
  - ベスト・アルバム『BEST OF TOKYO SKA 1998-2007』『The Last』『TOKYO SKA TREASURES 〜ベスト・オブ・東京スカパラダイスオーケストラ〜』『NO BORDER HITS 2025→2001 〜ベスト・オブ・東京スカパラダイスオーケストラ〜』にも収録された。
4. SKULL COLLECTOR
  - 作曲：NARGO
5. CALL FROM RIO
  - 作曲：川上つよし
  - ベスト・アルバム『BEST OF TOKYO SKA 1998-2007』『TOKYO SKA TREASURES 〜ベスト・オブ・東京スカパラダイスオーケストラ〜』『NO BORDER HITS 2025→2001 〜ベスト・オブ・東京スカパラダイスオーケストラ〜』（ファンクラブ限定盤のみ）収録された。
6. 灰の城
  - 作曲：NARGO
7. SKAHOLIC GENERATION
  - 作曲：東京スカパラダイスオーケストラ
8. カナリヤ鳴く空
  - 作詞：谷中敦　作曲：NARGO　Guest Vocal：チバユウスケ
  - 歌モノ3部作シングル第2弾
9. SOUL GROWL
  - 作曲：川上つよし
10. 暗夜行路
  - 作曲：沖祐市
  - ベスト・アルバム『TOKYO SKA TREASURES 〜ベスト・オブ・東京スカパラダイスオーケストラ〜』にも収録された。
11. ONE EYED COBRA
  - 作曲：加藤隆志
  - ベスト・アルバム『NO BORDER HITS 2025→2001 〜ベスト・オブ・東京スカパラダイスオーケストラ〜』にも収録された（ファンクラブ限定盤のみ）。
12. 美しく燃える森
  - 作詞：谷中敦　作曲：川上つよし　Guest Vocal：奥田民生
  - 歌モノ3部作シングル第3弾
13. BOGGIE'S NOT DEAD
  - 作曲：冷牟田竜之
14. AND THE ANGELS SING～そして天使は歌う～
  - 作曲：Ziggy Elman